# Glasmuseum Weißwasser

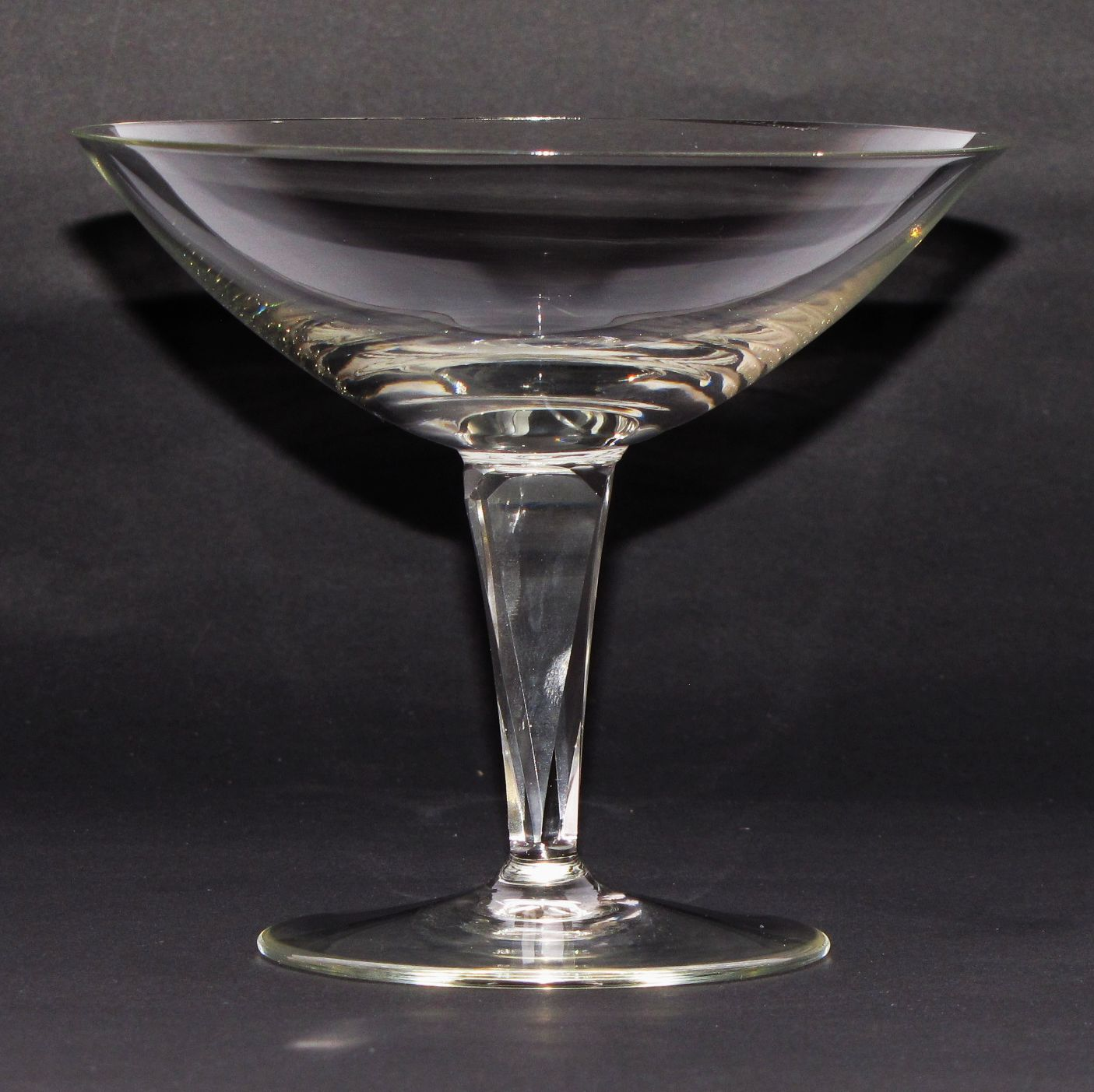
Sektglas Lobenstein von Wilhelm Wagenfeld (Vereinigte Lausitzer Glaswerke, 1937)

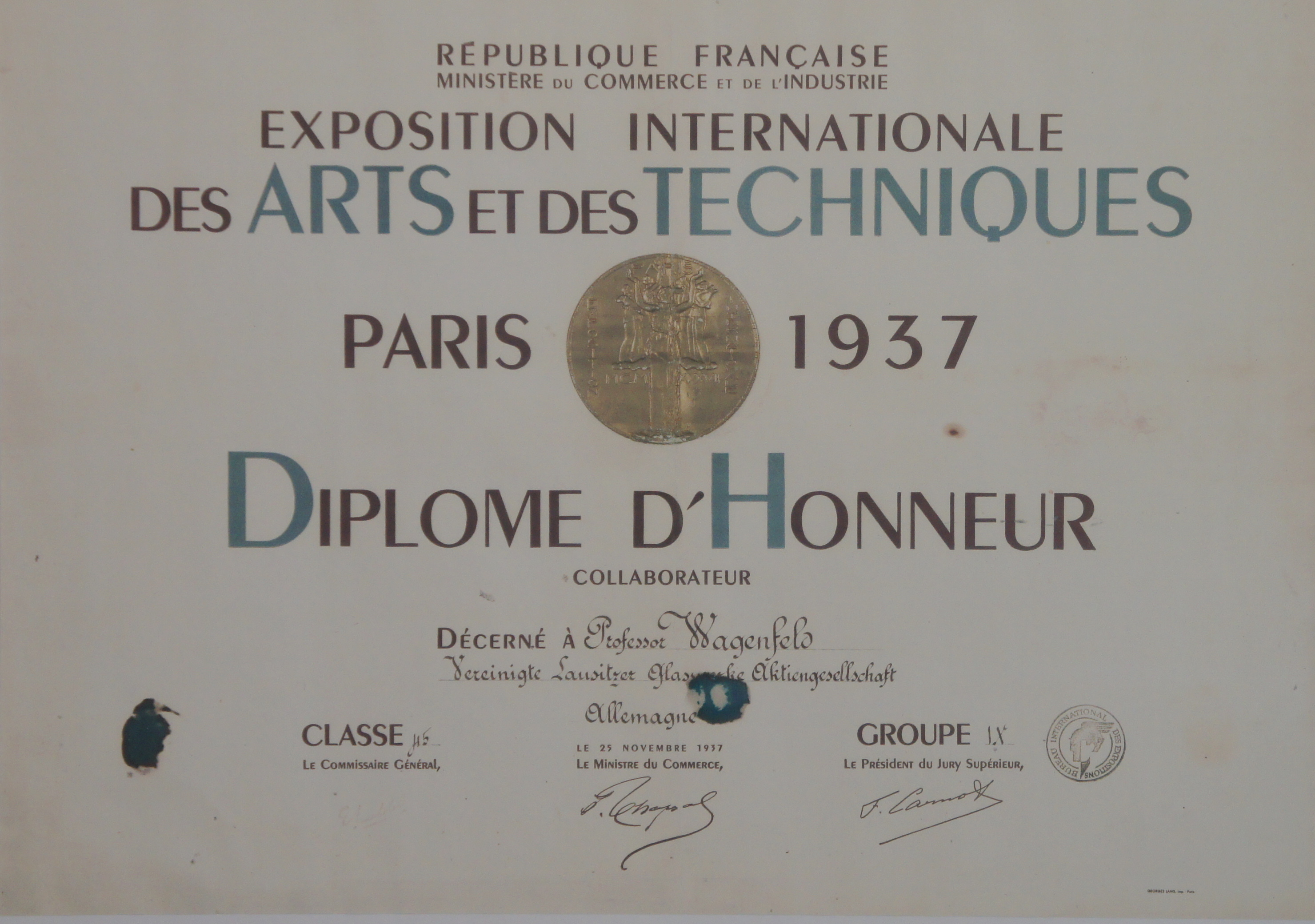
Wilhelm Wagenfeld's Diplom für die Goldmedaille der Weltausstellung in Paris 1937

Das Glasmuseum Weißwasser ist ein am 3. Juni 1996 in einer Glasfabrikanten-Villa in Weißwasser/Oberlausitz eröffnetes Museum, dass mit über 60.000 Exponaten die Entwicklung und Geschichte der Lausitzer Glasindustrie zeigt. Im April 2016 hat sich das Museum um die Aufnahme in die Liste des immateriellen UNESCO-Kulturerbes beworben.

## Geschichte
Am 25. November 1992 beschloss die Stadtverordnetenversammlung in Weißwasser den Aufbau eines Glasmuseums in der sogenannten Gelsdorf-Villa, nachdem Versuche ein Museum über die Lausitzer Glasgeschichte einzurichten in den 1960er und 1980er Jahren an fehlenden Räumlichkeiten gescheitert waren.
Am 8. Juni 1993 wurde der Förderverein Glasmuseum Weißwasser e. V gegründet, der sich zur Aufgabe gemacht hat, das Museumskonzept zu erstellen und die Exponate für das Museum zusammenzutragen. Die 1924 / 25 erbaute Villa des Glasfabrikanten Wilhelm Gelsdorf wurde zu diesem Zwecke restauriert und umgebaut. Am 16. Dezember 1994 wurde eine erste Präsentation der Exponate zum Thema, Lausitzer Glas des 19. und 20. Jahrhunderts, Glas für Wissenschaft und Technik, Historische Werkstätten und Werkzeuge zur Glasherstellung, -verarbeitung und -veredlung, Spezialsammlung von Gläsern der Designern Wilhelm Wagenfeld und Friedrich Bundtzen sowie Dokumente und Zeugnisse zur Geschichte der Stadt Weißwasser und der umliegenden Region gezeigt. Am 3. Juni 1996 wurde vom Förderverein das Museum anlässlich der Festwoche 444 Jahre Ersterwähnung Weißwasser an die Stadt übergeben und offiziell eröffnet.
Einen großen Raum nimmt die Darstellung der Geschichte der Lausitzer Glasindustrie ein, die 1872 mit der Gründung der ersten Glashütte Weißwasser Zwahr, Neubauer & Co begann. Schon nach kurzer Zeit konnte sich mit den Neuen Oberlausitzer Glaswerke Schweig & Co GmbH (später Osram) eines der größten Glühlampenkolbenhersteller am Markt etablieren. Zwischen 1918 und 1929 wurden in Weißwasser Arsall-Gläser hergestellt, die heute zu gesuchten Designobjekten des späten Jugendstils zählen.
Anfang der 1930er Jahre wurden in Weißwasser die Glaskolben für die ersten Fernsehbildröhren konstruiert und hergestellt. Unter Wilhelm Wagenfeld entwickelten sich die Vereinigten Lausitzer Glaswerke (VLG, heute: Stölzle Lausitz GmbH) zu einem führenden Hersteller von Gebrauchsgläsern, die auf internationalen Ausstellungen mit zahlreichen Preisen ausgezeichnet wurden.
Nach dem Zweiten Weltkrieg entwickelte sich unter Friedrich Bundtzen die Lausitzer Glasindustrie zum wichtigsten Zentrum der Herstellung von Gebrauchsglas in der DDR.
Die Räume im Erdgeschoss des Museums widmen sich der Heimatgeschichte Weißwassers und der Entwicklung der Glasindustrie in der Lausitz. Im Obergeschoss werden Exponate zu den Themenschwerpunkten Rohstoffe und Werkzeuge zur Herstellung von Glas sowie die verschiedenen Veredelungstechniken für Gebrauchsglas gezeigt. Eine Abteilung im Museum ist den historischen Gläsern, den in Weißwasser hergestellten Diaret- und Arsallgläsern sowie den Entwürfen von Wilhelm Wagenfeld und Friedrich Bundtzen gewidmet. Darüber hinaus werden auch technische Gläser, wie Glaskolbenlampen, Bildröhren und medizinische Lampen, die in der Region gefertigt wurden, gezeigt.
Im Museum werden neben der Dauerausstellung wechselnde Sonderausstellungen gezeigt, die einzelne Aspekte der Glasherstellung oder Personen, die mit der Glasindustrie in besonderer Weise verbunden sind, näher beleuchten.
Das Glasmuseum Weißwasser wurde von 2008 bis 2019 hauptamtlich von Elvira Rauch geleitet, seit deren Pensionierung von Christine Lehmann.

## Sonderausstellungen (Auswahl)
- Weihnachtsland Lauscha (2008)
- Das Lausitzer Gebirge und seine Glasmacher in Fotos (2008)
- Dorothea von Philipsborn (2009)
- Glasgestalter aus Weißwasser stellen ihre Arbeiten vor – Glaskunst, Zeichnungen, Malerei (2009)
- Engel & Co – Gläserne Krippen (2010)
- Schach dem König (2010)
- Sonderausstellung zum 110. Geburtstag von Professor Wilhelm Wagenfeld (2010)[4]
- Zerbrechliche Träume – Glasperlenkunst (2011)
- Vom Jugendstil zur Moderne 1900 bis 1950 (2011)
- Modeschmuck in der DDR – Gablona Schmuck (2012)
- Rund ums Einmachen (2012)
- Urangläser (2014)
- Von der Beobachtung zur Messung (2015)
- Süße Oberlausitz (November 2015 / Februar 2016)
- Der Designer Horst Gramß (Februar 2016 / März 2016)
- Professor Wilhelm Wagenfeld, sein Schaffen und Wirken in Weißwasser – Ausstellung anlässlich der Verleihung der Ehrenbürgerwürde der Stadt Weißwasser (April 2016 / November 2016)

## Publikationen (Auswahl)
- Autorenkollektiv: Glashütten in Weißwasser. Erfurt 2005.
- Horst Gramß, Reiner Keller: Der Glasdesigner Horst Gramß. Weißwasser 2010.
- Reiner Keller: Heinz Schade – Ein begnadeter Glasschleifer und Glasgraveur. Weißwasser 2011.
- Manfred Schäfer: Glasdesigner. Glasmacher. Glasgraveur – Gerhard Lindner | Manfred Schäfer | Hans Lutzens | Horst Schumann | Fritz Heinzel. Weißwasser 2013.
- Ilona Brauer, Reiner Keller: Fünfzig Jahre Forschung, technologische Entwicklung, Rationalisierung und Design in der Glasindustrie der Region – Eine Auswahlbibliografie. Weißwasser 2013.
- Werner Schubert: Beiträge zur Geschichte der Juden in Weißwasser. Weißwasser 2014.
- Manfred Schäfer: Die Menschen von hier haben Glas geformt und das Glas die Menschen. Weißwasser O.L. – Arbeitsbiografien verdienstvoller Mitstreiter. Weißwasser 2014, Fortsetzung I (2015), Fortsetzung II (2015).
- Manfred Schäfer: Soziale Leistungen im Stammbetrieb Lausitzer Glas. Weißwasser 2014.
- Manfred Schäfer: Maschinelle Stielglasfertigung in Weißwasser – Ein Beitrag aus der Sicht der Erzeugnisentwicklung 1962–1990. Weißwasser 2014.